# Баллентайн, Лонни
Лонни Баллентайн (англ. Lonnie Ballentine; 23 апреля 1993, Мемфис, Теннесси) — профессиональный американский футболист, выступал на позиции сэйфти. С 2014 по 2016 год был игроком клуба НФЛ «Хьюстон Тексанс». На студенческом уровне выступал за команду Мемфисского университета. На драфте НФЛ 2014 года был выбран в седьмом раунде под общим 256 номером, став обладателем титула «Мистер ненужный».

## Биография
Лонни Баллентайн родился 23 апреля 1993 года в Мемфисе. Два года учился в старшей школе Хэмилтон, затем перешёл в школу Саутвинд. Занимался баскетболом и лёгкой атлетикой, был капитаном футбольной команды. Играл на позициях ди-бэка и раннинбека. Входил в состав сборной звёзд штата по версии Ассоциации спортивных журналистов Теннесси. Школу окончил на год раньше, досрочно освоив программу.

### Любительская карьера
В марте 2010 года Баллентайн поступил в Мемфисский университет. В том же году он дебютировал в футбольном турнире NCAA. В семи сыгранных матчах он сделал 17 захватов. В 2011 году Баллентайн получил травму подколенного сухожилия, но принял участие в одиннадцати играх с 35 захватами. По итогам сезона 2012 года он стал лидером среди игроков секондари команды с 66 захватами в двенадцати матчах, а также сделал три перехвата.
Последний сезон в колледже он провёл в статусе игрока стартового состава, сыграв во всех двенадцати матчах команды. Баллентайн стал одним из семи игроков команды, делавшим хотя бы один захват в каждой игре. Всего за свою студенческую карьеру он сделал 176 захватов и три перехвата, а также подобрал один фамбл.

#### Статистика выступлений в NCAA
| Сезон | Команда        | Игры | Захваты | Захваты | Захваты | Захваты | Захваты | Перехваты | Перехваты | Перехваты | Перехваты | Перехваты | Фамблы | Фамблы | Фамблы | Фамблы |
| Сезон | Команда        | Игры | Solo    | Ast     | Tot     | Loss    | Sk      | Int       | Yds       | Y/R       | TD        | PD        | FR     | Yds    | TD     | FF     |
| ----- | -------------- | ---- | ------- | ------- | ------- | ------- | ------- | --------- | --------- | --------- | --------- | --------- | ------ | ------ | ------ | ------ |
| 2010  | Мемфис Тайгерс | 7    | 9       | 8       | 17      | 0,5     | 0,0     | 0         | 0         | 0,0       | 0         | 2         | 0      | 0      | 0      | 0      |
| 2011  | Мемфис Тайгерс | 11   | 21      | 14      | 35      | 1,5     | 0,0     | 0         | 0         | 0,0       | 0         | 1         | 1      | 0      | 0      | 0      |
| 2012  | Мемфис Тайгерс | 12   | 40      | 26      | 66      | 0,5     | 0,5     | 3         | 14        | 4,7       | 0         | 0         | 0      | 0      | 0      | 0      |
| 2013  | Мемфис Тайгерс | 12   | 37      | 21      | 58      | 0,0     | 0,0     | 0         | 0         | 0,0       | 0         | 5         | 0      | 0      | 0      | 0      |
| Всего | Всего          | 42   | 107     | 69      | 176     | 2,5     | 0,5     | 3         | 14        | 4,7       | 0         | 8         | 1      | 0      | 0      | 0      |

### Профессиональная карьера
Перед драфтом НФЛ 2014 года среди сильных сторон Баллентайна официальный сайт лиги называл антропометрические данные и уровень атлетизма, хорошую скорость, прыгучесть, эмоциональную вовлечённость в игру. К недостаткам относили невысокую скорость реакции на изменение ситуации на поле, ошибки при ловле мяча, склонность оставлять свободное пространство для принимающих соперника, низкую эффективность в период игры за студенческую команду.
На драфте Баллентайн был выбран «Хьюстоном» под последним 256 номером, став обладателем титула «Мистер ненужный». В дебютном сезоне он не смог сыграть ни одного матча из-за проблем с коленом. Несмотря на это, клуб не стал отчислять игрока и перед стартом чемпионата 2015 года Баллентайн был включён в основной состав. Он принял участие в двух играх «Тексанс», после чего получил разрыв нескольких связок колена и выбыл из строя до конца сезона. В 2016 году он получил ещё ряд травм и снова смог принять участие только в двух матчах. В сентябре 2017 года клуб достиг с игроком соглашения о расторжении контракта.

#### Статистика выступлений в НФЛ

##### Регулярный чемпионат
| Сезон | Команда         | Игры | Захваты | Захваты | Захваты | Захваты | Захваты | Перехваты | Перехваты | Перехваты | Перехваты | Перехваты | Фамблы | Фамблы | Фамблы | Фамблы |
| Сезон | Команда         | Игры | Solo    | Ast     | Tot     | Loss    | Sk      | Int       | Yds       | Y/R       | TD        | PD        | FR     | Yds    | TD     | FF     |
| ----- | --------------- | ---- | ------- | ------- | ------- | ------- | ------- | --------- | --------- | --------- | --------- | --------- | ------ | ------ | ------ | ------ |
| 2014  | Хьюстон Тексанс | —    | —       | —       | —       | —       | —       | —         | —         | —         | —         | —         | —      | —      | —      | —      |
| 2015  | Хьюстон Тексанс | 2    | 3       | 0       | 3       | 0       | 0,0     | 0         | 0         | 0,0       | 0         | 1         | 0      | 0      | 0      | 0      |
| 2016  | Хьюстон Тексанс | 2    | 0       | 0       | 0       | 0       | 0,0     | 0         | 0         | 0,0       | 0         | 0         | 0      | 0      | 0      | 0      |
| Всего | Всего           | 4    | 3       | 0       | 3       | 0       | 0,0     | 0         | 0         | 0,0       | 0         | 1         | 0      | 0      | 0      | 0      |